# The War Machines
The War Machines (Les Machines de Guerre) est le vingt-septième épisode de la première série de la série télévisée britannique de science-fiction Doctor Who, diffusé pour la première fois en quatre parties hebdomadaires du 25 juin au 16 juillet 1966, il s'agit du dernier épisode de la saison 3. Écrit par le scénariste Ian Stuart Black sur une idée de Kit Pedler, cet épisode marque la fin de Jackie Lane dans le rôle de la compagne du Docteur Dodo Chaplet et l'arrivée dans la série de Polly et de Ben Jackson, incarnés par Anneke Wills et Michael Craze.

## Accroche
Le Docteur et Dodo sont revenus dans l'Angleterre de 1966. Un nouveau super-ordinateur, WOTAN, est sur le point d'y être lancé. S'étant approché trop près de celui-ci, Dodo devient comme possédée par la machine.

## Distribution
- William Hartnell — Le Docteur
- Jackie Lane  —  Dodo Chaplet
- Anneke Wills — Polly
- Michael Craze — Ben Jackson
- John Harvey — Le Professeur Brett
- John Cater — Le Professeur Krimpton
- William Mervyn — Sir Charles Summer
- Alan Curtis — Major Green
- Gerald Taylor — Voix de WOTAN & de l'Operateur des Machines
- Sandra Bryant — Kitty
- Ewan Proctor — L'acheteur flash
- George Cross — Le Ministre
- Kenneth Kendall — Lui-même
- Ric Felgate, Carl Conway — Les Journalistes américains
- John Doye — L'Intervieweur
- Dwight Whylie — Le présentateur radio
- Desmond Cullum-Jones, Eddie Davis — Travailleurs
- Roy Godfrey — Tramp
- Michael Rathborne — Le Chauffeur de Taxi
- Edward Colliver — Le Mécanicien
- John Rolfe, John Boyd-Brent, Frank Jarvis, Robin Dawson — Soldats
- John Slavid — L'Homme dans la cabine téléphonique

## Résumé
Le TARDIS ramène le Docteur et Dodo à Londres, en 1966 mais le Docteur ressent un impression bizarre lorsqu'il voit la Post Office Tower nouvellement construite et, suivant son instinct, part enquêter avec Dodo. Sur place, ils font la connaissance du professeur Brett, qui leur présente sa machine : l’ordinateur WOTAN (Will Operating Thought ANalogue), une intelligence artificielle qu'il est sur le point de relier aux ordinateurs du monde entier. WOTAN est capable de répondre à n’importe quelle question, mais lorsque Dodo s'en approche elle est étrangement atteint d'un mal de crâne. La secrétaire de Brett, Polly ayant sympathisé avec Dodo, elles sortent en boite de nuit et y font la rencontre d'un jeune marin du nom de Ben Jackson. 
Alors que la conférence de presse visant à présenter WOTAN au monde entier a lieu, la machine conclut que l'être humain est limité et doit être remplacé. WOTAN hypnotise trois hommes, Brett, le professeur Krimpton et le major Green. Après un coup de fil à l'Inferno, la boite de nuit où se trouve Polly, WOTAN parvient à hypnotiser complètement Dodo. L'ordinateur lui demande alors d'aller chercher le cerveau le plus important selon lui pour qu'il se serve de son intelligence, celui du « Docteur Who ». Dodo retourne dans boite de nuit où se trouve le Docteur qui la cherchait et tente de l'enlever, mais un taxi affrété par Ben et Polly empêchera sa capture. 
WOTAN demande la construction de 12 machines dans divers endroits de Londres pour l’aider à soumettre la ville, puis l'humanité entière et emploie des hommes hypnotisés à cette tâche. Chez Sir Charles, un homme haut placé qui loge le Docteur, Dodo tente d'hypnotiser le Docteur, mais celui-ci n'est pas soumis au contrôle de WOTAN et il ré-hypnotise Dodo afin qu'elle devienne inoffensive. Intrigué par la mort d'un clochard près de l'Inferno, le Docteur envoie Ben enquêter. Celui-ci se retrouve dans un entrepôt où sont construites des machines de guerre, mais l’une des machines le repère et donne l’alarme. 
Tandis que le major Green donne l’ordre de chercher l’intrus, Ben tombe sur Polly et lui raconte ce qu’il a vu, mais il ne s'aperçoit pas qu'elle aussi est sous l’influence de WOTAN. Elle l'empêche de fuir et le force à travailler pour eux, mais Ben réussit quand même à s'échapper et à raconter au Docteur que demain à midi, 12 machines de guerres sont prêtes à attaquer Londres. Ayant laissé s'enfuir Ben, Polly est prête à être punie par WOTAN. Sous la direction de Sir Charles, une attaque est ordonnée contre l'entrepôt. Mais c'est bien vite la déroute, car les armes des militaires s'enrayent toutes face à la machine. Bien que tous s'enfuient, le Docteur reste, seul, immobile face à la machine. 
La machine s’arrête, sa programmation n’ayant pas été terminée, ce que le Docteur avait déduit. Seulement, Londres n'est toujours pas en sécurité car 11 autres machines doivent passer à l'action le lendemain à midi. Une autre machine est repérée dans Londres et le Docteur réussit à créer un plan afin de la neutraliser. Il réussit à la reprogrammer afin qu'elle puisse lui servir. Le lendemain vers midi, alors que Polly est sur le point d'être tuée par WOTAN pour avoir failli à sa mission, Ben arrive dans la tour et l'enlève. Quelques minutes après la machine reprogrammée de guerre arrive dans la tour et détruit WOTAN, ce qui empêche les autres machines de continuer leurs missions et fait sortir les esclaves de WOTAN de leur contrôle hypnotique. 
Alors qu'il attend Dodo devant le TARDIS, le Docteur apprend de la bouche de Ben et Polly que Dodo ne reviendra pas et qu'elle est partie faire le tour du monde. Dépité il retourne dans sa machine, mais Ben et Polly s'introduisent à l'intérieur au moment où la machine se dématérialise, en voulant lui rendre une clé du TARDIS tombée au sol.

## Continuité
- Dodo semble étonnée que la British Telecom Tower soit finie d'être construite. Chose assez paradoxale pour quelqu'un venant de l'année 1966, car la tour a été achevée dès le 15 juillet 1964 et inaugurée en octobre 1965. Cela peut en partie s'expliquer par le fait que Dodo ne semble pas être une londonienne.
- L'histoire se déroule au cours du mois de juillet 1966. Ben et Polly rejoignent le Docteur le 20 juillet 1966, selon un dialogue dans l'épisode « The Faceless Ones » qui se déroule dans la même journée à l'aéroport de Gatwick de Londres.
- C'est la seule fois dans un épisode en noir et blanc qu'un compagnon est laissé sur Terre et que ses remplaçants débarquent dans le TARDIS dans le même épisode.
- Dodo mentionne le nom de Steven dans une discussion avec le Docteur.
- Comme Vicki, le nom de famille de Polly n'est jamais mentionné, ni dans cet épisode ni dans aucun autre alors que les scripts indiquaient bien que son nom de famille était "Wright".
- Lorsqu'il parle de la BT Tower, le Docteur raconte que cela lui rappelle les Daleks, mais Dodo qui n'en a jamais rencontré, ne comprend pas la référence.
- Bien qu'il connaisse la signification de l'acronyme TARDIS (avec l'erreur du pluriel de "Dimension"), WOTAN appelle le Docteur "Doctor Who" comme s'il s'agissait de son nom de famille.
- On peut remarquer le sigle des "St John's Ambulance" sur l'extérieur du TARDIS. Un symbole qui ne réapparaîtra que lors de la régénération du TARDIS dans l'épisode du 11e Docteur « Le Prisonnier zéro ».